# تامسوگ
تامسوگ (به آلمانی: Tamsweg) یک منطقهٔ مسکونی در اتریش است که در ناحیه تامسوگ واقع شده‌است. تامسوگ ۱۱۷٫۳۶ کیلومتر مربع مساحت دارد ۱٬۰۲۲ متر بالاتر از سطح دریا واقع شده‌است.

## خواهرخوانده
شهر ایزه-ئو خواهرخواندهٔ تامسوگ هست.